# 絶対彼氏。
『絶対彼氏。』（ぜったいかれし、Absolute Boyfriend）は、渡瀬悠宇による日本の漫画作品。小学館の漫画雑誌『少女コミック』にて2003年12号から2004年21号にかけて連載された。

## 概要
内容は恋愛漫画兼SF漫画で、人型ロボット「フィギュア」とヒロインの恋愛が描かれている。
2004年に『絶対彼氏。フィギュアなDARLING』（ぜったいかれし フィギュアなダーリン）の題名でドラマCD化された。2008年には『絶対彼氏〜完全無欠の恋人ロボット〜』（ぜったいかれし かんぜんむけつのこいびとロボット）の題名でフジテレビ系列でテレビドラマ化され、翌年にはその完結編となるスペシャルドラマも制作された。国外でも2012年に台湾、2019年に韓国でテレビドラマ化された。

## あらすじ
いつも失恋を繰り返して、落ち込んでいた井沢リイコ。偶然出会った怪しいセールスマンガク・ナミキリに欲しいものを聞かれ思わず「彼氏!」と答える。教えられたホームページにアクセスすると、販売されていたのは「理想の恋人」フィギュアだった。リイコは軽い気持ちで注文し、届いた箱からは裸の美少年が出てきた。とてもフィギュアとは思えない彼・天城ナイトだが、リイコはとりあえずお試し期間としてナイトと過ごしてみる。やがてナイトに恋をするリイコだが、幼馴染の浅元ソウシとの関係も進展する。果たして3人の関係は……。

## 登場人物
※声の記述はドラマCD版
井沢リイコ（いざわ リイコ）
声 - 小林沙苗
本作品の主人公。告白しては振られている、高校1年生。貧乳が悩みで、人一倍元気でさっぱりした性格。不器用でややおっちょこちょい、意地っ張りで寂しがり屋。両親は単身赴任中で、今は実家のマンションで一人暮らし。
天城ナイト（てんじょう ナイト）
声 - 鈴村健一
もう1人の主人公。リイコの元へ「3日間お試しキャンペーン」で届けられた、クロノスヘヴン社・ナイトリーラヴァー（Nightly Lover）シリーズの初号機01型フィギュア。リイコによって様々な性格設定オプションを付けられた男。値段は1億円。
浅元ソウシ（あさもと ソウシ）
声 - 櫻井孝宏
リイコの隣人で幼馴染。リイコに対し憎まれ口を言う反面、真面目でよく気の付く性格。母親は他界し、父親はカメラマンと不在がちのため、現在は弟（マサキ）と2人暮らし。ハウスキーピングはお手の物で、一人暮らしのリイコの身の回りの世話を色々と焼いている。ナースの患者。
ガク・ナミキリ
声 - 置鮎龍太郎
クロノスヘヴン社に勤める、謎の関西弁コスプレ営業マン。リイコに携帯電話を拾ってもらったことでお礼にナイトリーラヴァーシリーズを紹介する。調子のよい軽快なトークで親しみやすい外見とは裏腹に、実は結構やり手らしい。
ユキ・シラサキ
声 - なし
クロノスヘヴン社の営業部長で、ガクの上司。外見は子供。
白崎トシキ（しらさき トシキ）
ナイトリーラヴァーシリーズ02型フィギュア。
宮部サトリ（みやべ サトリ）
声 - なし
地味めな少女でありながら、実はかなりのやり手（株で1000万を稼いでいる）。金儲けに悩むリイコの師匠。ミカの性格の悪さを知っていて、大分嫌っている。小学3年生の時に火事で両親を亡くし、背中にその時に出来た大きな火傷の痕がある。
伊藤ミカ（いとう ミカ）
声 - なし
リイコの高校の友達。美人で男子からもモテるが、他人の恋人にしか興味が無い。
ムヤイ
声 - 中田和宏
ベトナム料理店「ムナトベ」の店長。顔がモヤイ像に似ている。
ナース
故障したナイトを回収するために、クロノスヘブン社が開発したLYシリーズ看護師型フィギュア。巨乳の美女。ナイトにキスして自分の患者にするつもりが、間違ってソウシにキスした。
他、英美（声 - 浅川悠）、村上トシキ（声 - 野島裕史）、村上ユキ（声 - 渡辺明乃）なども登場

## 用語
クロノスヘヴン社
アンドロイドの製造・販売を営んでいる企業。
フィギュア
クロノスヘヴン社が製造・販売しているアンドロイド。

## コミックス

### 単行本
渡瀬悠宇 『絶対彼氏。-フィギュアなDARLING』 小学館〈フラワーコミックス〉、全6巻
1. ISBN 978-4091384614（2003年10月25日発売）
2. ISBN 978-4091384621（2004年1月26日発売）
3. ISBN 978-4091384638（2004年4月26日発売）
4. ISBN 978-4091384645（2004年7月26日発売）
5. ISBN 978-4091384652（2004年10月26日発売）
6. ISBN 978-4091384669（2005年2月25日発売）
読み切り『お星サマにはさせません！』少女コミック2005年3・4合併号付録
読み切り『少年アロマティック』少女コミック2004年6号付録

### 漫画文庫
渡瀬悠宇 『絶対彼氏。』 小学館〈フラワーコミックス〉、全3巻
1. ISBN 978-4091917485（2008年3月15日発売）
2. ISBN 978-4091917492（2008年3月15日発売）
3. ISBN 978-4091917508（2008年4月15日発売）

## ドラマCD
『絶対彼氏。フィギュアなDARLING』の題名でマリン・エンタテインメントより発売されている。出演した声優名は上記の登場人物の節を参照。
1. 2004年8月25日発売
2. 2008年11月27日発売

## テレビドラマ
『絶対彼氏 〜完全無欠の恋人ロボット〜』（ぜったいかれし かんぜんむけつのこいびとロボット）のタイトルで、フジテレビ系列で2008年4月15日から6月24日まで、毎週火曜の21:00-21:54（JST）に放映された。ハイビジョン制作。主演は速水もこみち。通称「ゼッカレ」。
初回は、15分拡大の22:09までの放送。
2009年3月24日の21:00-23:18に、連続ドラマの3年後を描いた最終章スペシャルが放送された。

### ストーリー
製菓会社『ASAMOTO』の派遣社員・井沢梨衣子は、憧れの先輩に告白する前にあっさり振られてしまう。落ち込んで帰る途中、スーツ姿の男性・並切岳に「“理想の彼氏”を無料で紹介する」と誘われるまま、クロノスヘヴン社で理想の恋人像を入力後、契約書にサインする。その後のある朝、梨衣子の元に大きな荷物が届き、箱を開くと中には裸の美青年が入っていた。実は、この美青年こそが、“理想の彼氏型ロボット”・天城ナイトだったのだ。

### キャスト
- 01・天城ナイト - 速水もこみち
- 井沢梨衣子 - 相武紗季
- 浅元創志 - 水嶋ヒロ
- 並切岳 - 佐々木蔵之介
- 伊藤美加 - 上野なつひ
- 浅元将志 - 中村俊介
- 吉岡鉄子 - 峯村リエ
- 白鷺優貴 - 篠井英介
- 若林ふじ子 - 真矢みき
- 浅元志朗 - 山田明郷
- 浅元和志 - 山本圭
- 石関隼人 - 姜暢雄（第1話）
- 三浦仁 - 石田太郎（第3話）
- 井沢芳春 - 岩松了（第6話）
- 井沢牧子 - 高橋ひとみ（第6話）
- 平井夏美 - 酒井彩名（第7話から）
- 02・黒須トシキ（TOSHIKI） - 阿部力（第8話）

### スペシャル版ゲスト
- 神谷亜弓 - 国仲涼子（特別出演）
- 七瀬純 - 内田朝陽
- 岩永周五郎 - 寺田農

### スタッフ
- 原作 - 渡瀬悠宇
- 原案協力 - 山岡秀雄、山縣裕児、新川早織（小学館『Sho-Comi』編集部）
- 企画 - 金井卓也
- 脚本 - 根津理香
- 音楽 - 福島祐子、Audio Highs
- 音楽プロデュース - 志田博英
- プロデューサー - 橋本芙美
- 演出 - 土方政人、佐藤源太、北川学
- 制作 - フジテレビ、共同テレビ

### 主題歌
- 絢香「おかえり」（ワーナーミュージック・ジャパン）

作詞：絢香 / 作曲：西尾芳彦 絢香

### 放送日程

#### 連続ドラマ
| 各話                                                       | 放送日        | サブタイトル       | 視聴率 |
| ---------------------------------------------------------- | ------------- | ------------------ | ------ |
| 001                                                        | 2008年4月15日 | 愛を捧げるロボット | 13.1%  |
| 002                                                        | 4月22日       | 超貧乏愛           | 14.3%  |
| 003                                                        | 4月29日       | 超略奪愛           | 15.1%  |
| 004                                                        | 5月06日       | 超キス愛           | 13.1%  |
| 005                                                        | 5月13日       | 超嫉妬愛           | 13.1%  |
| 006                                                        | 5月20日       | 廃棄処分           | 12.4%  |
| 007                                                        | 5月27日       | 届いた愛           | 13.0%  |
| 008                                                        | 6月03日       | 新型の愛           | 12.1%  |
| 009                                                        | 6月10日       | 恋しくて           | 13.0%  |
| 010                                                        | 6月17日       | 渡さない           | 11.9%  |
| 011                                                        | 6月24日       | キセキ             | 13.6%  |
| 平均視聴率 13.2%（視聴率は関東地区・ビデオリサーチ社調べ） |               |                    |        |

#### 最終章スペシャル
| 放送日        | サブタイトル | 演出     | 視聴率 |
| ------------- | --- | -------- | ------ |
| 2009年3月24日 | 愛してるよリイコ…理想の恋人ロボが奇跡の復活!! 封じ込めた想いが今再び…僕はどうしてロボットなのでしょうか?…さよなら、ナイト… | 土方政人 | 9.0%   |

### 備考
- 航空券のチケットは、JALである。
- 劇中に登場した洋菓子は東京・銀座にある洋菓子会社「ブールミッシュ」の協力のもと、ドラマとのコラボレーション企画による洋菓子が銀座本店にて期間限定で販売も行われた。
- エンディングの「このドラマはフィクションです」の部分のあと、裏送り部分ではエンディングテーマと似た映像のあとに「絶対彼氏、END」と表示されるシーンがある。このシーンは、青森放送などフジ系以外での放送やフジ系であっても再放送（フジテレビTWO=ケーブルテレビ・スカパー!向けも含む）の場合でも使用されたりする。

| フジテレビ 火曜21時台（連続ドラマ枠）         | フジテレビ 火曜21時台（連続ドラマ枠）                         | フジテレビ 火曜21時台（連続ドラマ枠）                    |
| 前番組                                        | 番組名                                                        | 次番組                                                   |
| --------------------------------------------- | ------------------------------------------------------------- | -------------------------------------------------------- |
| ハチミツとクローバー （2008.1.8 - 2008.3.18） | 絶対彼氏 〜完全無欠の恋人ロボット〜 （2008.4.15 - 2008.6.24） | シバトラ 〜童顔刑事・柴田竹虎〜 （2008.7.8 - 2008.9.16） |

## テレビドラマ（台湾版）
2011年に『絕對達令』のタイトルで台湾・八大電視（GTV）によって制作され、2012年4月から7月まで台湾の放送局・民間全民電視公司（民視）および八大綜合台にて放送された。全13話。
当初、2010年9月に主人公のナイト役は台湾のアイドルグループ・飛輪海（フェイルンハイ）の呉尊（ウー・ズン）が、ヒロインの井沢リイコ役は韓国の女優・ク・ヘソンが務めると発表されたが、2011年4月に呉尊が正式に降板を発表し、代わって同じく飛輪海のメンバーの汪東城（ジロー）がキャスティングされた。
日本では2012年9月13日よりBSフジにて『絶対彼氏〜My Perfect Darling〜』（ぜったいかれし マイ・パーフェクト・ダーリン）のタイトルで日本語吹き替え版を放送予定だったが、8月30日に放送を見合わせることが発表された。BSフジは理由について「編成上の理由」としている。

### キャスト
役名は日本版と台湾版を併記。
| 役名           | 台湾版役名 | 俳優名     |
| -------------- | ---------- | ---------- |
| 天城ナイト     | 萬奈特     | 汪東城     |
| 井沢梨衣子     | 官筱菲     | ク・ヘソン |
| 浅元創志       | 嚴宗史     | 謝坤達     |
| ガク・ナミキリ | 雷霧霧     | 那維勳     |
| 伊藤ミカ       | 羅美佳     | 夏如芝     |
| 浅元将志       | 嚴慶史     | 郭世倫     |
| 黒須トシキ     | 江俊樹     | 修杰楷     |
| 宮部サトリ     | 方智希     | 蔡芷紜     |
|                | SKY        | 林埈永     |

### スタッフ
- 原作 - 渡瀬悠宇
- 製作 - 台湾Comic Production International
- 演出 - リウ・ジュンジエ
- 脚本 - ユー・エンエン、チョウ・ソウエン、サイ・シュウギ

### 主題歌
オープニングテーマ
- 「Mr.Perfect」

歌 - 飛輪海
エンディングテーマ
- 「假裝我們沒愛過」

歌 - 汪東城

## テレビドラマ（韓国版）
『絶対彼氏。』（ぜったいかれし、原題：절대 그이）は、韓国SBSにて2019年5月15日から7月11日まで放送された連続テレビドラマ。韓国では全18話で放送された。
テレビドラマ化作品として2008年放送の日本版、2012年放送の台湾版に続くこの韓国版では、舞台をショービジネスの世界にし、主人公のロボットの名前をゼロナインことヨングに、相手役をダダという名前の特殊メイクアップアーティストにするなど作品世界の設定を変えている。

### キャスト
ゼロナイン（ヨング）
演 - ヨ・ジング
本作品の主人公。ロボット。
オム・ダダ
演 - ミナ（Girl's Day）
特殊メイクアップアーティスト。
マ・ワンジュン
演 -  ホン・ジョンヒョン
韓国のトップスター。
ナム・ボウォン
演 - チェ・ソンウォン
ヒューマノイドのデータトレーナー。
ダイアナ
演 - ホン・ソヨン
財閥家の女相続人。

### スタッフ
- 原作: 渡瀬悠宇（「絶対彼氏。」小学館刊）
- 脚本：チョン・ジョンファ
- 演出：ヤン・ヒョクムン

### OST
| アルバム名                           | 収録曲                                                                                         | アーティスト                               |
| ------------------------------------ | ---------------------------------------------------------------------------------------------- | ------------------------------------------ |
| 절대 그이 OST Part.1 (2019年5月16日) | 1. 별빛처럼 (Like A Starlight) 2. 별빛처럼 (Inst.)                                             | パク・ジョンヒョン                         |
| 절대 그이 OST Part.2 (2019年5月23日) | 1. 바라고 바라고 (Still Waiting For You) 2. 바라고 바라고 (Inst.)                              | スンジュン                                 |
| 절대 그이 OST Part.3 (2019年5月31日) | 1. Mr. Stranger 2. Mr. Stranger (Inst.)                                                        | ウナ (GFRIEND)、キソム                     |
| 절대 그이 OST Part.4 (2019年6月6日)  | 1. 초능력 나의 그대 (My Absolute Boyfriend) 2. I Love You Boy (Inst.)                          | ケイ (LOVELYZ)                             |
| 절대 그이 OST Part.5 (2019年6月13日) | 1. 여느 때처럼 (Already Gone) 2. 여느 때처럼 (Inst.)                                           | BILY ACOUSTIE                              |
| 절대 그이 OST Part.6 (2019年6月20日) | 1. 툭툭툭 (Tuk Tuk Tuk) 2. 자각몽 (Inst.)                                                      | BIYA                                       |
| 절대 그이 OST Part.7 (2019年6月27日) | 1. 사랑이었다 (It Was Love) 2. 사랑이었다 (Inst.)                                              | ミナ (Girl's Day)、チョン・イルフン (BTOB) |
| 절대 그이 OST Part.8 (2019年7月4日)  | 1. Error ※イ・シウン 2. Error (Male Ver.) ※Noah 3. Error (With Yeun of v!nyl) (Eng Ver.) ※LoF! | イ・シウン、Noah、LoF!                     |

- 「絶対彼氏。」オリジナル・サウンドトラック（２枚組）2019年7月31日発売。

## 舞台
舞台『絶対彼氏。』は2013年3月16-20日までの間、シアター1010にて公演。

### キャスト
- リイコ - 新垣里沙
- ナイト - 青木玄徳
- 浅元ソウシ - 松岡卓弥（サーターアンダギー）
- 白崎トシキ - 林明寛
- 小谷嘉一
- 戸島花
- 遠藤瞳
- 浅元マサキ - 樋口裕太
- ガク・ナミキリ - 林剛史
- ユキ・シラサキ - 忍成修吾

### スタッフ
- 原作 : 渡瀬悠宇（「絶対彼氏。」小学館刊）
- 脚本・演出 : 菅野臣太朗
- 音楽 : 野田浩平
- 演出助手 : 青山太久
- 舞台監督 : 田中翼／鳥養友美
- 舞台美術 : 仁平祐也
- 照明 : 村山寛和（マーキュリー）
- 音響 : 門田圭介（サウンドバスターズ）
- 殺陣 : 大穂恭平（レッド・エンタテインメント・デリヴァー）
- キャラクター・V・アドバイザー : 馮啓孝
- ヘアメイクデザイン : 染川沙矢香（アトリエレオパード）
- 衣装 : 木村春子
- 小道具 : 瀧田恵介
- 制作 : 倉重千登世
- プロデューサー : 網飛鳥
- 監修 : 小学館
- 企画・製作 : amipro